# Arthur Friedenreich
Arthur Friedenreich (18. července 1892, São Paulo — 6. září 1969, São Paulo) byl brazilský fotbalista, známý pod přezdívkou El Tigre. Říká se o něm, že vstřelil za svou kariéru 1329 branek (víc než Pelé), spolehlivě zdokumentovaných je však jen 557 z nich.
Jeho otec byl německý obchodník, matka byla černá pradlena, dcera otroka. Arthur začal v roce 1909 hrát za tým SC Germânia a stal se tak prvním barevným fotbalistou v profesionální lize. V té době existovala v zemi rasová segregace, Friedenreichovi bylo dovoleno hrát s bílými, nesměl se však se spoluhráči stýkat mimo hřiště. Údajně si pudroval tvář a uhlazoval vlasy brilantinou, aby vypadal méně černošsky. Přes tyto překážky se stal první velkou hvězdou v dějinách brazilského fotbalu.
Většinu kariéry hrál za klub CA Paulistano, s nímž vyhrál šestkrát mistrovství státu São Paulo (celostátní liga se tehdy ještě nehrála), devětkrát byl nejlepším střelcem soutěže. V roce 1930 přestoupil do São Paulo FC a získal s ním svůj sedmý titul. V roce 1914 nastoupil k vůbec prvnímu utkání Brazílie proti anglickému týmu Exeter City, který skončil vítězstvím 2:0. V září téhož roku přispěl k vítězství 1:0 v historicky prvním derby s Argentinou. S brazilskou reprezentací získal prvenství na jihoamerickém šampionátu v letech 1919 (se čtyřmi brankami byl nejlepším střelcem) a 1922. V roce 1925 se zúčastnil prvního turné Brazilců po Evropě, po vítězství nad Francií 7:2 byl označen Roi des Rois du Football (Fotbalový král králů). Na mistrovství světa ve fotbale 1930 nehrál, protože nominováni byli pouze hráči z Rio de Janeira.
Na jeho památku se od roku 2008 uděluje Prêmio Arthur Friendenreich pro nejlepšího brazilského kanonýra sezóny.